# Paradoneis fulgens
Paradoneis fulgens är en ringmaskart som först beskrevs av Levinsen 1884.  Paradoneis fulgens ingår i släktet Paradoneis och familjen Paraonidae. Inga underarter finns listade i Catalogue of Life.